# Espert
Espert ist eine Hofschaft in Radevormwald im Oberbergischen Kreis im nordrhein-westfälischen Regierungsbezirk Köln in Deutschland.

## Lage und Beschreibung
Das Stadtzentrum Radevormwalds hat sich auf 400 Meter bis an die im Südwesten gelegene Hofschaft ausgebreitet, dennoch überwiegt hier der ländliche Eindruck. Die Nachbarorte sind Geilensiepen, Walkmüller Siepen und Sieplenbusch. Man erreicht den Ortsteil über eine Stichstraße, die von der Dietrich-Bonhoeffer-Straße abzweigt.
Östlich von Espert verläuft der in den Ispingrader Bach mündende Geilensiepen.
Politisch im Stadtrat von Radevormwald vertreten wird der Ort durch den Direktkandidaten des Wahlbezirks 100.

## Geschichte
1547 wurde der Ort das erste Mal urkundlich erwähnt und zwar in dem „Protokollbuch des Radevormwalder Bürgergerichts“.
Die Schreibweise der Erstnennung lautet: Espede

## Wander- und Radwege
Folgende Wanderwege führen durch den Ort:
- der Bezirkswanderweg ◇8 (Radevormwald−Köln-Höhenhaus) des SGV-Bezirks Bergisches Land
- der Wald-Wasser-Wolle-Wander-Weg
- der Ortsrundwanderweg A3